# Bakcsari járás
A Bakcsari járás (oroszul Бакчарский район) Oroszország egyik járása a Tomszki területen. Székhelye Bakcsar.

## Népesség
- 1989-ben 17 879 lakosa volt.
- 2002-ben 15 963 lakosa volt.
- 2010-ben 13 419 lakosa volt.